# Nepytia fumosaria
Nepytia fumosaria är en fjärilsart som beskrevs av John Kern Strecker 1899. Nepytia fumosaria ingår i släktet Nepytia och familjen mätare. Inga underarter finns listade i Catalogue of Life.